# 亞羅斯拉維奇 (姆利尼夫區)
50°37′33″N 25°27′19″E / 50.62583°N 25.45528°E
亞羅斯拉維奇（烏克蘭語：Ярославичі），是烏克蘭西北部的村莊，隸屬里夫內州的杜布諾區。該村始建於1145年，面積18.2平方公里，海拔高度195米，2001年人口549，人口密度每平方公里30.1人。